# Scarlet Ortiz
Hevis Scarlet Ortiz Pacheco (Caracas, 12 de março de 1974), mais conhecida como Scarlet Ortiz, é uma atriz e ex-miss venezuelana. 

## Biografia
Scarlet Ortiz no ano de 1992, representou o estado de Sucre no concurso Miss Venezuela, e 2 anos mais tarde começou sua carreira artística no programa infantil Nubeluz, programa que anteriormente era gravado no Peru mas que naquela época mudou toda sua equipe de produção para Caracas. Em 1996, ela renuncia ao Nubeluz e empreende sua carreira como atriz como a protagonista da telenovela Llovizna, produzida por Marte TV para RCTV em 1996. A telenovela conseguiu um moderado sucesso local. mas conseguiu uma excelente recepção no estrangeiro.
Para finais de 1997, faz o único papel como antagonista de sua carreira na telenovela Niña mimada, produzida integralmente por RCTV; depois no final de 1998 obtém outro papel protagónico na RCTV com Luisa Fernanda, que foi uma versão muito livre da exitosa telenovela Abigaíl, feita 10 anos antes pela RCTV. Não foi muito exitosa mas teve melhor recepção no estrangeiro, consolidando a carreira de Scarlet.
Depois dessa telenovela ela se afasta da televisão até o ano 2000 onde regressa de novo como protagonista a telenovela Mis tres hermanas, junto a Ricardo Álamo e Roxana Díaz. A telenovela foi um grande sucesso e reivindicou a RCTV como produtora de telenovelas,  depois de um longo período de fracassos. Teve muito boas vendas, e depois desta telenovela, vence-se seu contrato com RCTV e ela vai para Colômbia e realizar uma importante participação na exitosa telenovela de RCN no ano de 1999 Yo soy Betty, la fea, a qual marca seu primeiro passo para a internacionalização de sua carreira.
Depois de realizar seu trabalho, Scarlet é chamada pelo canal Venevision para protagonizar uma telenovela em Miami junto ao galã peruano-venezuelano Jorge Aravena, Secredo de Amor, que foi produzida pela Venevisión em julho de 2001, resultando em um grande sucesso a nível mundial. Este é, até a data, o maior sucesso como protagonista de sua carreira.
Em 2002 é chamada por Luis Llosa para protagonizar uma telenovela no  Peru Todo sobre Camila com Iguana Produções sob a distribuição de Venevisión International, que foi um sucesso no horário do meio dia pela Univision. Depois dessa telenovela, ela regressa a Colômbia para realizar outro sucesso em sua carreira, Todos quieren con Marilyn, para RCN junto a outro ator venezuelano Jorge Reis.
Em 2006 regressa ao com a telenovela Mi vida eres tu, junto a Jorge Aravena, para Venevision Productions. No entanto, esta telenovela foi um grande sucesso no horário vespertino da Univision mas foi melhor no estrangeiro. Depois desta telenovela, é novamente chamada por Luis Llosa e Jorge Félix para protagonizar uma telenovela na República Dominicana junto ao mexicano Víctor González e José Luis Rodríguez, também para Iguana Produções e Venevision International a telenovela Trópico, que foi um sucesso em dito país e teve aceitáveis resultados no horário.
Em 2007 é chamada pelos executivos para fazer parte do elenco da versão latina de Desperate Housewives junto a Gabriela Vergara, Lorna Paz, Julieta Rosen e Ana Serradilla. Foi transmitida às 22:00h por Univision em 2008 com resultados aceitáveis sem ser um grande sucesso.
Para finais de 2008 regressará às telenovelas com uma nova história do escritor de Alberto Gómez com Venevision Productions, junto a José Ángel Llamas, intitulada Alma Indomable, com um elenco em que também participam Karina Mora, Lisette Morelos, Lilibeth Morillo, Víctor González e Luis José Santander.

## Filmografia
- La fan (2017) .... Salma Beltrán
- Dulce amargo (2012-2013) .... Mariana
- Rafaela (2011) .... Rafaela Martínez / Rafaela De la Vega Martínez
- Alma Indomable (2009) ....  Alma Perez (Sorrento)
- Amas de casa desesperadas (2008) .... Susana Martinez
- Trópico (2007) .... Angelica Santos
- Mi vida eres tu (2006) .... Daniela
- Todos quieren con Marilyn (2004) .... Marilyn
- Todo sobre Camila (2003) .... Camila Montes de Alba
- Secreto de amor (2001) .... María Clara Carvajal
- Por amarte tanto (2000) .... Laura Vasquez
- Mis tres hermanas (2000) .... Lisa Estrada
- Yo soy Betty, la fea (1999) .... Alejandra Zingg
- Luisa Fernanda (1999) .... Luisa Fernanda Riera
- Niña mimada (1998) .... Federica
- Llovizna (1997) .... Yolanda Sanchez
- Nubeluz (1990) .... Danila